# Brandian Ross
Brandian Ross (Richmond, 28 settembre 1989) è un giocatore di football americano statunitense che gioca nel ruolo di strong safety per i Denver Broncos della National Football League (NFL). Al college giocò a football alla Youngstown State University.

## Carriera professionistica

### Green Bay Packers
Ross firmò il 28 luglio 2011 un contratto annuale come free agent con i Green Bay Packers, dopo non esser stato scelto al draft NFL 2011. Il 3 settembre venne svincolato, per poi rifirmare il giorno seguente con la squadra d'allenamento dove rimase per l'intera stagione da rookie. Il 19 gennaio 2012 rifirmò con la squadra d'allenamento. Il 10 settembre venne svincolato e due giorni dopo rifirmò nuovamente con la squadra d'allenamento.

### Oakland Raiders
Il 19 settembre venne preso dalla squadra di allenamento dei Raiders firmando un contratto annuale per 390.000$ con gli Oakland Raiders. Il 23 dello stesso mese debuttò come professionista contro i Pittsburgh Steelers. Concluse la stagione giocando 14 partite di cui una da titolare con 20 tackle totali.
Il 15 aprile 2013 rifirmò per un altro anno per 405.000$. Nella settimana 2 contro i Jacksonville Jaguars mise a segno il suo primo sack in carriera ai danni di Chad Henne. Nella settimana 6 contro gli imbattuti Kansas City Chiefs forzò il suo primo fumble stagionale su Knile Davis sulle 41 yard avversarie.  Nella settimana 14 contro i New York Jets fece un sack di 10 yard ai danni di Geno Smith. Chiuse giocando 16 partite di cui 13 da titolare con 75 tackle totali, 2 sack e un fumble forzato.
Il 21 aprile 2014 firmò un rinnovo contrattuale annuale del valore di 570.000 dollari.

### Miami Dolphins
Il 31 agosto 2014, Ross firmò coi Miami Dolphins. Fu svincolato il 23 settembre 2014.

### Ritorno ai Raiders
Ross firmò per fare ritorno agli Oakland Raiders il 24 settembre 2014. Il 7 settembre, nella prima giocata della gara contro i San Francisco 49ers mise a segno il primo intercetto in carriera ai danni di Colin Kaepernick.

### San Diego Chargers
IL 30 dicembre 2015, Ross firmò con i San Diego Chargers.

## Statistiche
| Partite totali      | 30 |
| Partite da titolare | 14 |
| Tackle totali       | 95 |
| sack                | 2  |
| Intercetti          | 0  |
| Fumble forzati      | 1  |
| Passaggi deviati    | 3  |

Statistiche aggiornate alla stagione 2013